# Актор

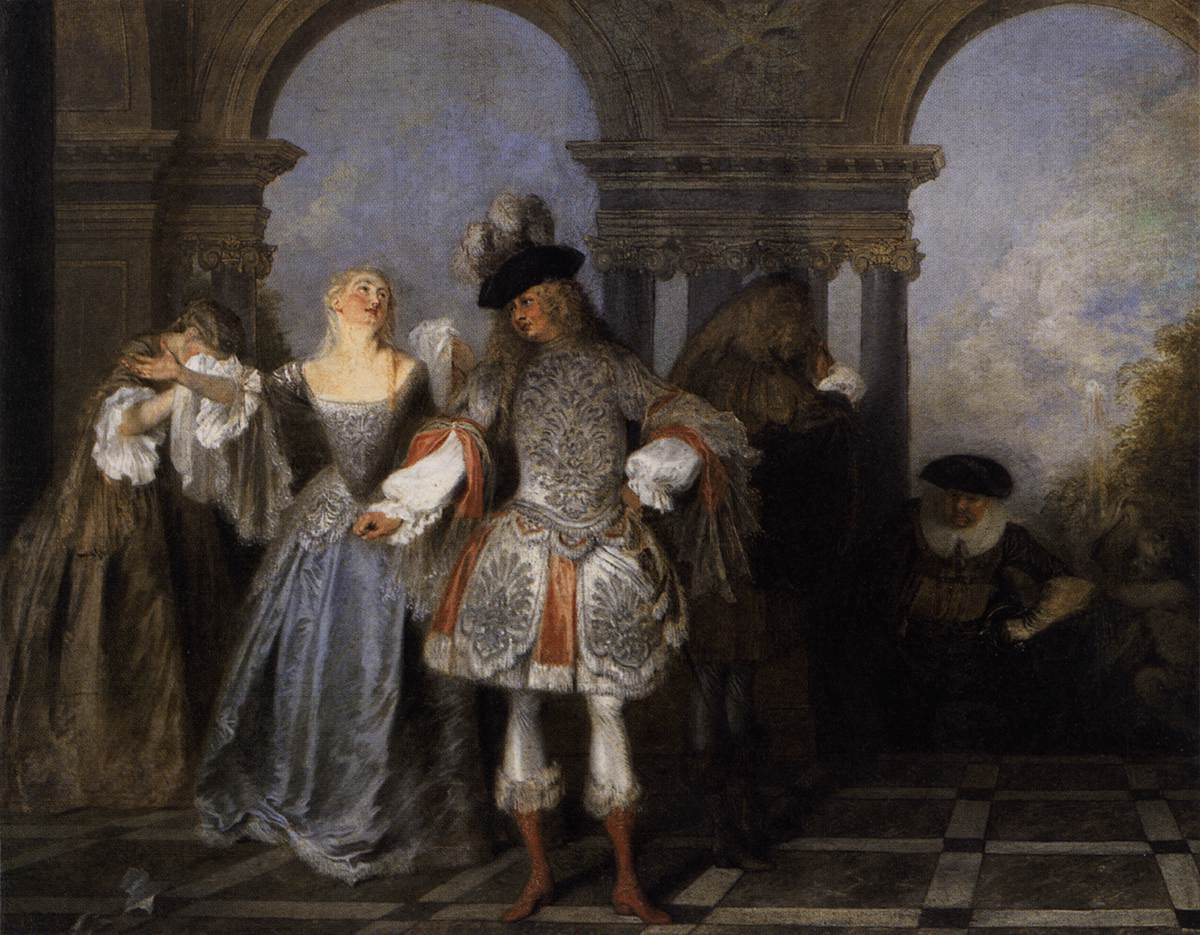
Актори «Комеді Франсез»

Акто́р (лат. actor — той, хто діє) — людина, що виконує ролі в драматичних, оперних, балетних, естрадних, циркових виставах та кінофільмах, створює сценічні образи.
Стиль, напрям і жанр акторського мистецтва визначаються характером драматургії, національними особливостями театру, складом аудиторії та постановчими принципами. Акторське мистецтво завжди набуває типових ознак, характерних для стилю певної історичної епохи.

## Робота над роллю
Робота над роллю — діяльність актора спрямована на передачі ролі якнайкраще.

### Створення образу
Образ — це характер, сукупність психофізичних якостей героя. Першим етапом створення образу є зародження першообразу.
Першообраз (процес запліднення, як у жінки) — ідеальна модель (ембріон). Жінка ототожнюється з немовлям, як і актор з образом, проте, не можна ототожнюватися з тим, чого немає (образ має бути точним). Змальований автором герой створюється у нашій уяві (він мій — я автор) і потім, ототожнюючись, ми співчуваємо йому (ми ототожнюємось не з персонажем, який подав нам автор, а з образом, створеним у власній уяві). Читання за столом — умоглядний аналіз. На сцені — дійовий аналіз (за К. С. Станіславським). Дія завжди пов'язана з аналізом. Після пізнання в дії відбувається процес втілення.
Під час читання за столом ми схоплюємо сутність образу, на сцені — шукаємо оболонку, а шукаючи оболонку — втілюємо дію (встановлюються умовні рефлекси). Координатором (організатором) цього процесу, за законами лінійної логіки, є центр свідомості. Основною помилкою студентів акторських факультетів є думка про те, що всю роботу за них вже зробив автор. Тому студенти одразу ж переходять до процесу перевтілення, не зробивши аналізу, шукають виразність, відкидаючи органіку і психологічну логіку. В результаті вдається лише трохи виправдати текст.
Коли студенти відчувають відсутність психологічної правди (яка є в житті і має бути на сцені) та конфлікту, вони змушені знову повернутися до застільного періоду, оскільки і драма і комедія — це конфлікт.
Конфлікт — це протиставлення у вигляді психологічного вибору. Головне, під час застільного періоду, — схопити сутність образу. Без цього не можна виходити на сцену. Все буде формальним, пустим, фізичні завдання не будуть виправдані.
Швидкість створення образу залежить від таланту, від уяви актора. Проте, зараз розглядається загальний органічний шлях, який є спільним і для музикантів, і для художників, і для акторів, — проникнення, зародження, формування і втілення образу.

### Природа і принципи перевтілення
Перший етап перевтілення (переходу) мимоволі пов'язаний із зародженням першообразу, в результаті контакту актора з роллю, — період запліднення, зародження цього першообразу.
Другий етап — формування. Коли образ вже створений, відбувається спостереження за ним, в результаті, він розквітає всередині актора. Уява і фантазія сприяють цьому процесу, формують образ, комбінують його, уточнюючи до такої міри, що він, досягаючи повного розквіту, починає духмяніти і спонукає актора до вираження. Сонцем для квітки, без якого ріст неможливий, слугує саме фантазія, витвір уяви («Цветы фантазии восточной рассыпь на северных снегах» — написав А. С. Пушкін у листі до друга). Тепер ця фантастична квітка, яка зросла на ґрунті уяви, потребує вираження (втілення). Уява — це ґрунт, який постачає елементи для духовного росту образу. Але без енергії уваги, без осяяння (інтуїції, натхнення, а це і є сонце — чиста енергія) ріст квітки та його цвітіння неможливе.
Уява слугує постачальником матеріалу із свідомості, як основи. І в цей момент цілісна увага, інтуїтивне осяяння, прозріння дає змогу цвітінню (розкриттю та виділенню сутності — аромату).
Лише після того, як цей образ вирощено та сформовано всередині актора, його можна втілювати внутрішньо. Це — третій етап — період втілення. Саме для нього використовуються всі елементи фізики актора, щоб передати образ і розкрити сутність, яку глядач забере з собою. Аромат — це квінтесенція, сутність квітки, він тримається дуже довго. Будь-який духовний образ має мати духовний аромат.

### Принципи на кожному етапі перевтілення
Основний принцип зародження цілісного образу — цілісне сприйняття, тотальний контакт. Тільки за умови тотального контакту зароджуються діти. Те саме і в сфері духовній.
На другому етапі — формування, росту, екзистенційного розквіту, переходу, акторське «Я» («Его», психологічна, динамічна сутність, яка працює на всіх рівнях, фокус, центр свідомості. «Я» — це повна сукупність людини, її егоцентричний центр) закохавшись в цей породжений образ, починає ототожнюватись (принцип ототожнення).
В основі втілення (третій етап) лежить принцип наслідування. Актор наслідує свій образ на зовнішньому рівні, оскільки внутрішньо він вже бачить як має бути. Процес наслідування зовнішньої поведінки героя відбувається органічно, як в житті, тому що психологічно актор вже ототожнився з образом, він вже і є образ.

## Генеза професії
Акторська професія зародилася в культових і обрядових ігрищах. У Старод. Греції ігрища, збагатившись суспільними ідеями, поетичними образами, розвинулись у театр, в якому акторство набуло певної професійної майстерності. Християнство надовго затримало розвиток театру народів Європи. Професійне акторське мистецтво відродилося в період пізнього Середньовіччя, досягши високого рівня в театрі Шекспіра. Класицизм створив струнку естетику акторського мистецтва, підпорядкувавши акторську гру вимогам декламації, умінню знаходити для кожного почуття зовнішній вираз і точно фіксувати його в жесті, інтонації, міміці. Сценічна школа класицизму сприяла розвиткові акторської майстерності, але непорушність її правил обмежувала можливості показу життя, нівелювала творчу акторську індивідуальність і сприяла появі штампів в акторській грі.
На теренах України, що перебували у складі королівства Польщі, ВКЛ, Речі Посполитої, з XV ст. почали ставити містерії на релігійну тематику, де брали участь учні міських шкіл, а з XVII ст. учні колегіумів єзуїтів, піарів. Одночасно на ярмарках виступали мандрівні актори, жонглери, музиканти, яких можна вважати першими професійними акторами. Неподалік Львова народився один з перших ренесансних поетів Польщі Миколай Рей, чиї драми з початку XVI ст. були доволі популярними, як і твори Мартина Бельського, Яна Кохановського. Одночасно у народі набули популярності містерії біля вертепів. На межі XVI—XVII ст. стали популярними вистави професійних труп англійських (твори Шекспіра), італійських (опера, commedia dell'arte). Вистави регулярно відбувались при дворах короля, магнатів. Перший стаціонарний театральний зал був збудований 1637 при королівському палаці Варшави. З середини століття професійні трупи оперно-балетних акторів з'явились при резиденціях найбільших магнатських родин на теренах України, де на початку XVIII ст. існувало 10 театрів. З них найвідомішою була трупа театру при Підгорецькому замку, яка переважно виконувала твори Вацлава Жевуського.
З занепадом класицизму, що почався в театрі в кінці XVII ст., у акторській майстерності розвивались і зміцнювались реалістичні тенденції. Починаючи з кінця 18 ст., у добу романтизму, зародився новий сценічний стиль акторської гри, що характеризувався емоційністю, виявом сильних, глибоких пристрастей, прагненням до динамічності дії, розкриттям складності людського характеру.
Визвольні суспільні ідеї 19 ст., критика кріпацького ладу у творчості передових українських письменників наблизили театр до істотних питань життя і створили плідний ґрунт для розвитку і утвердження принципів сценічного реалізму. Реалізм змушував зосередити акторську увагу на усвідомленні соціальних причин поведінки героїв п'єс, на розкритті психології персонажа у зв'язку з історичною епохою, соціальними обставинами, побутом. Думки про театр Гоголя, Шевченка визначили шляхи розвитку українського театру як мистецтва життєвої правди й високих суспільних ідеалів.

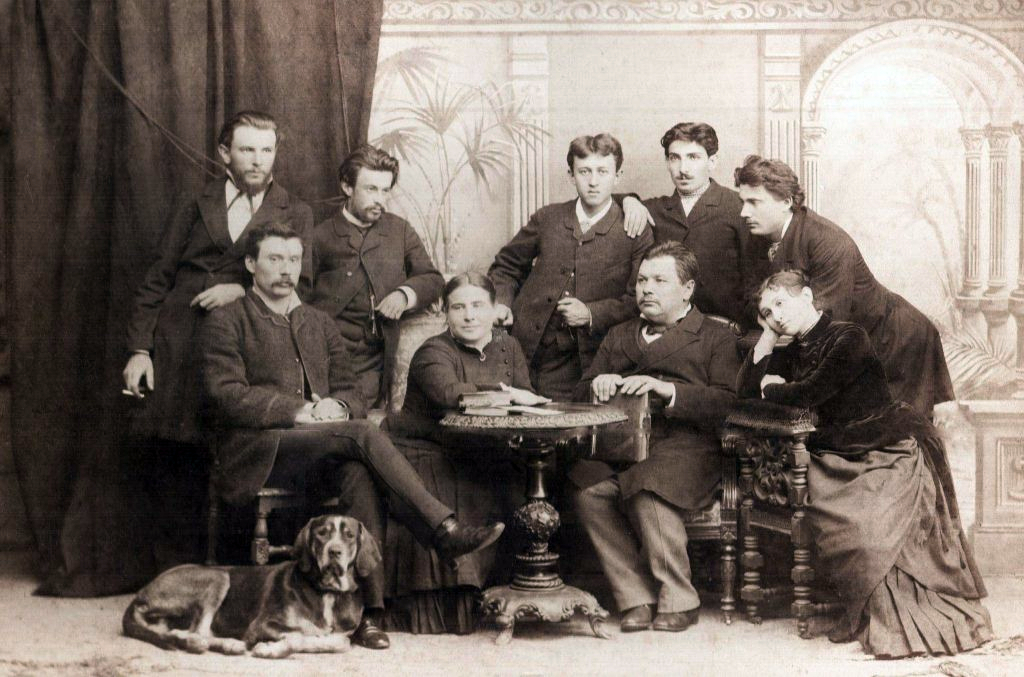
Трупа першого Постійного українського театру — Театру корифеїв

Драматургія Котляревського, Квітки-Основ'яненка, Шевченка і сценічне мистецтво Щепкіна, пройняте «надзвичайною правдоподібністю» (Шевченко), сприяли розвиткові українського акторського мистецтва, яке збагачувалося завдяки близьким і постійним творчим взаємозв'язкам з передовими діячами рос. театр. культури. В 1-й половині 19 ст. в кріпацьких, а потім у приватних театрах формувалася сценічна майстерність перших українських професійних акторів і акторок, таких, як К. Соленик, Л. Млотковська. 
Корифеї української сцени Кропивницький, Карпенко-Карий, Саксаганський, Садовський і Заньковецька, обсновуючись на принципах реалістичної естетики Шевченка, Франка, Пушкіна, Гоголя, Чернишевського, розуміли театр як школу високих громадських ідеалів.

## Акторська гра

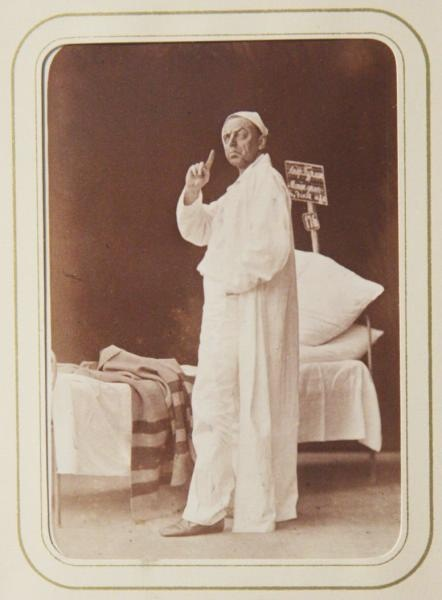
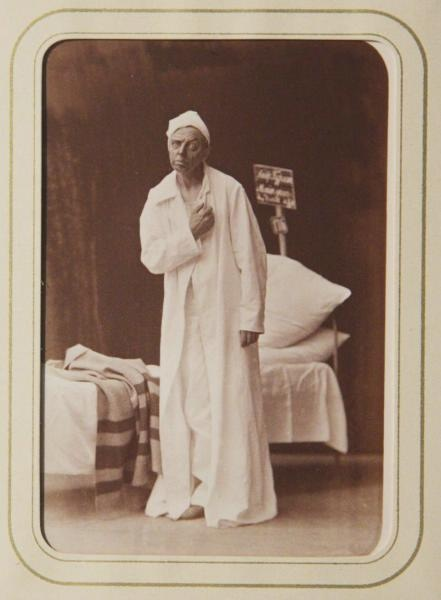
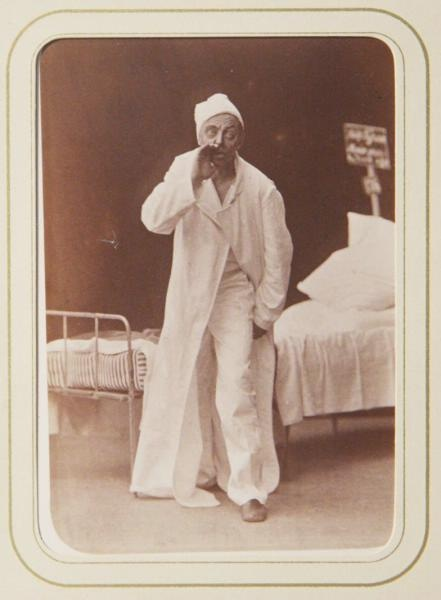
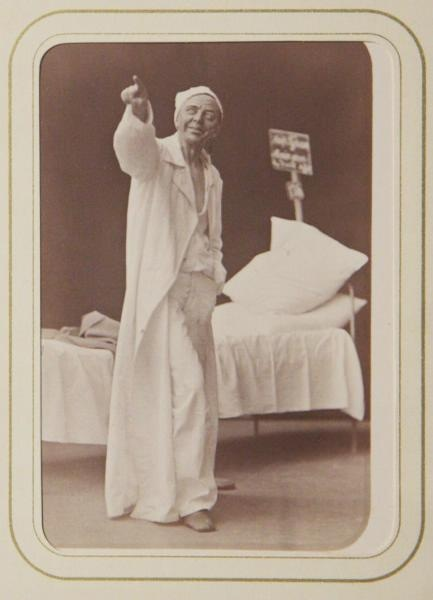
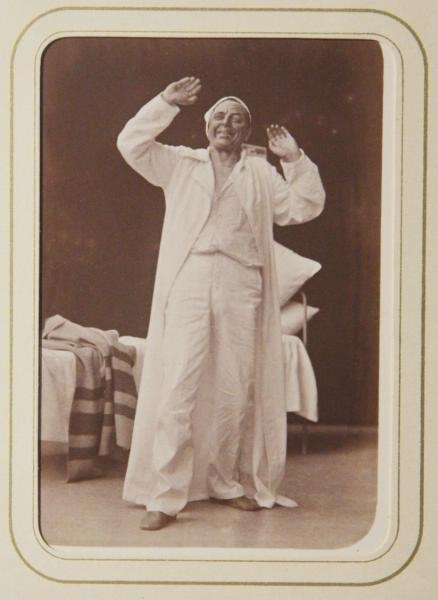
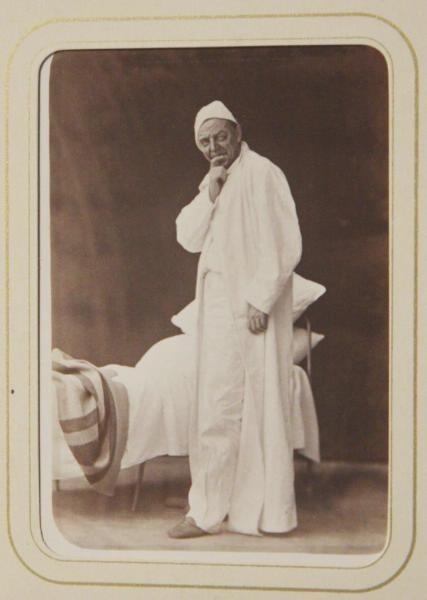
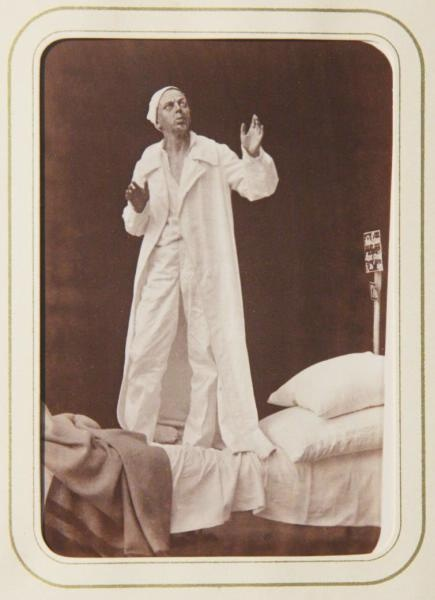
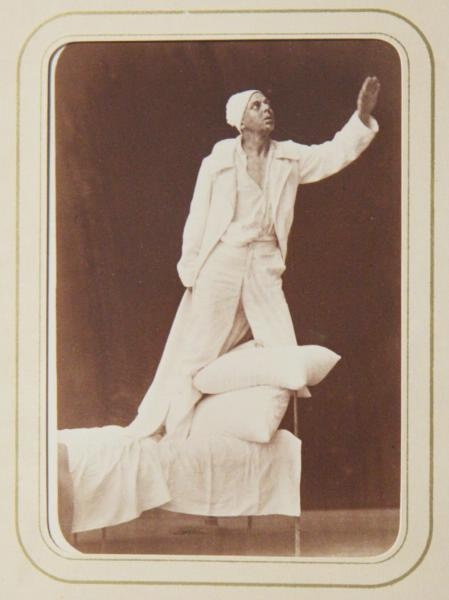
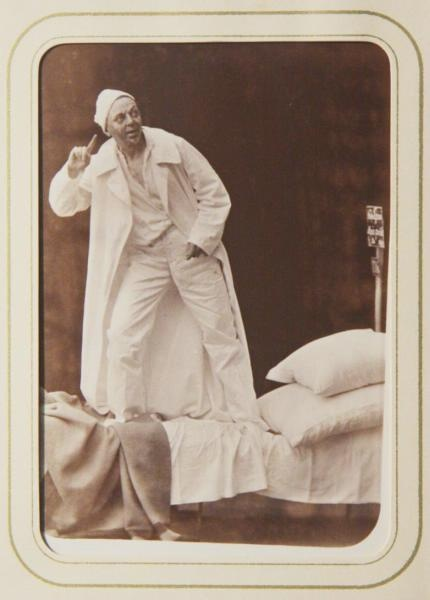